# Szojuz MSZ–04
A Szojuz MSZ–04 a továbbfejlesztett háromszemélyes Szojuz szállító- és mentőűrhajó első űrrepülése volt 2017-ben a Nemzetközi Űrállomáshoz. Ez volt a Szojuz típus 133. repülése 1967-es első startja óta. A Szojuz MSZ–04 az orosz parancsnok mellett egy amerikai űrhajóssal a fedélzetén indult a kazahsztáni Bajkonuri űrrepülőtérről a Nemzetközi Űrállomásra (ISS). Ott a két új űrhajós csatlakozott az űrállomás három főből álló személyzetéhez, immár az 51. állandó legénység tagjaiként.

## Küldetés

### Indítás
A küldetés startja 2017. április 20-án, magyar idő szerint reggel 9 óra 13 perckor a kazahsztáni bajkonuri űrrepülőtér 1-es indítóállásából sikeresen megtörtént. A háromfokozatú Szojuz-FG hordozórakétának mindössze 10 percre volt szüksége, hogy az űrhajót Föld körüli pályára állítsa. Az űrállomáshoz jutáshoz ezúttal ismét a korábban alkalmazott gyors (kb. 6 órás, négy Föld körüli keringés idejéig tartó) megközelítést alkalmazták – első alkalommal a Szojuz űrhajók modernizált, MSZ jelzésű sorozatának tagjai esetében.

### Visszatérés
2017. szeptember 3-án az űrhajó visszatért a Földre.

## Személyzet
| pozíció            | űrhajós fellövéskor                                       | űrhajós visszatéréskor                                    |
| ------------------ | --------------------------------------------------------- | --------------------------------------------------------- |
| parancsnok         | Fjodor Jurcsihin, RKA 51. alaplegénység ötödik űrrepülése | Fjodor Jurcsihin, RKA 51. alaplegénység ötödik űrrepülése |
| fedélzeti mérnök 1 | Jack D. Fischer, NASA 51. alaplegénység első űrrepülése   | Jack D. Fischer, NASA 51. alaplegénység első űrrepülése   |
| fedélzeti mérnök 2 | —                                                         | Peggy Whitson, NASA 50. alaplegénység harmadik űrrepülése |

### Tartalékszemélyzet
| pozíció            | űrhajós                  |
| ------------------ | ------------------------ |
| parancsnok         | Szergej Rjazanszkij, RKA |
| fedélzeti mérnök 1 | Randolph Bresnik, NASA   |

Az Orosz Szövetségi Űrügynökség (RKA) döntése értelmében 2017-ben csak egy orosz űrhajóst küldtek a Nemzetközi Űrállomásra egy-egy MSZ expedíció alkalmával, így a háromfős űrhajóban csak ketten foglaltak helyet. Az MSZ–04-es küldetés eredetileg kijelölt személyzete, az orosz Alekszandr Miszurkin és az amerikai Mark T. Vande Hei, később mindketten a Szojuz MSZ–06-os küldetéssel jutottak el a Nemzetközi Űrállomásra.